# Lê Văn Phú (cầu thủ bóng đá)
Lê Văn Phú (tên khai sinh là Issifu Ansah; sinh ngày 13 tháng 6 năm 1983) là một cựu cầu thủ bóng đá người Việt gốc Ghana thi đấu ở vị trí trung vệ.